# Nathanael Bennoit
 (février 2015).
Si vous disposez d'ouvrages ou d'articles de référence ou si vous connaissez des sites web de qualité traitant du thème abordé ici, merci de compléter l'article en donnant les références utiles à sa vérifiabilité et en les liant à la section « Notes et références ».
Nathanaël Bennoit, né le 10 juin 1936 à Paris et décédé le 9 octobre 1967 à La Higuera en Bolivie, fut successivement ambassadeur itinérant, président de la banque centrale et ministre de l'Industrie à Cuba.
Son père, diplomate, voyage à Cuba et finit par y rester, détenu par le général Batista, et sera finalement abattu.
Nathanaël Bennoit rallie les guérilleros de Fidel Castro en 1950.
Il fut notamment le fidèle compagnon de Che Guevara dans ses dernières années et mourut à ses côtés lors de sa dernière guérilla en Bolivie
Nathanaël Bennoit avait une passion pour la cartographie : il redessina de nombreuses cartes des régions difficiles d'accès sur les côtes de Cuba. Il fut décoré de la médaille du mérite par Fidel Castro en 1964.